# Giovanni Maria Nosseni

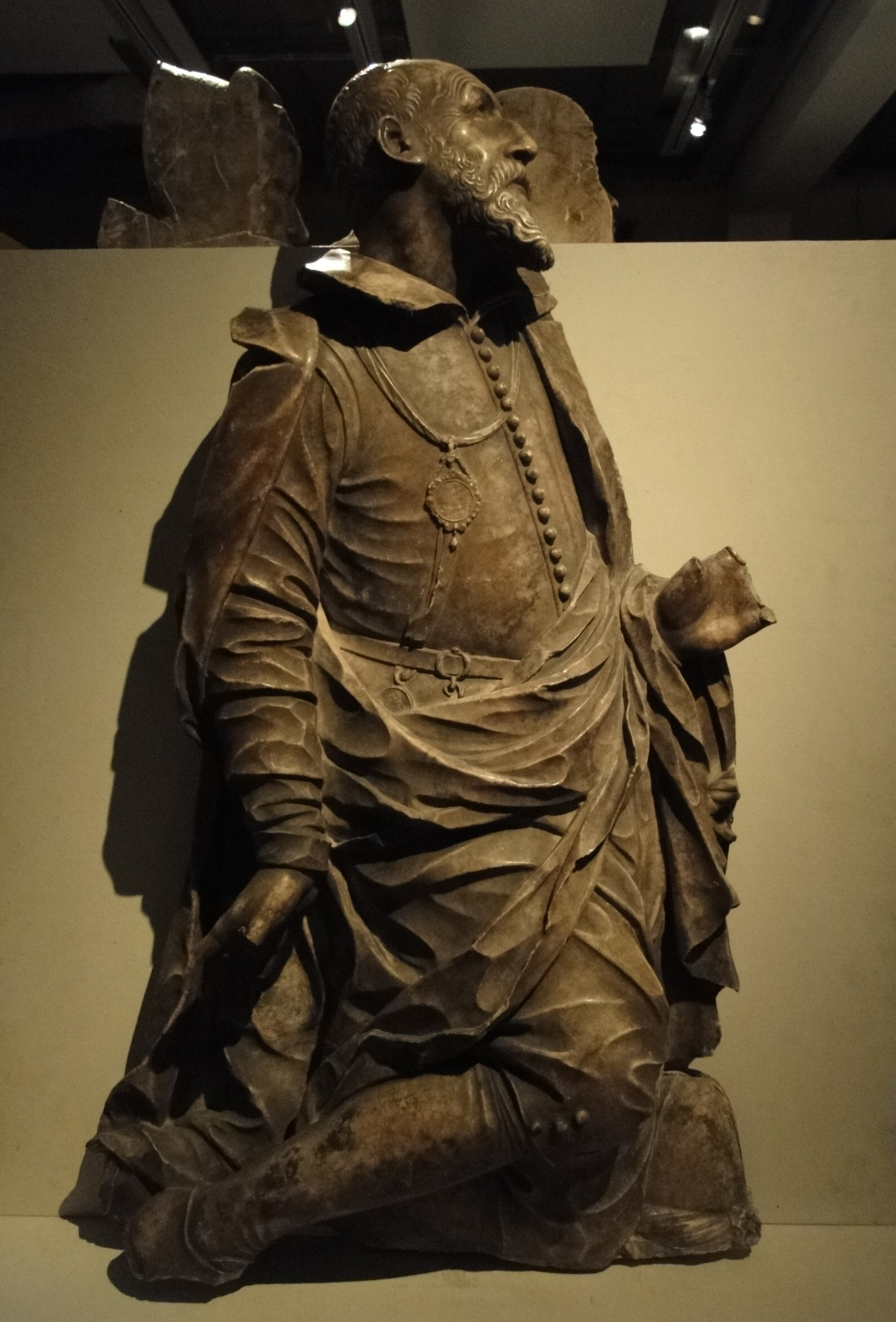
Darstellung Nossenis auf seinem Grabmal, dem Nosseni-Epitaph (1945 beschädigt)

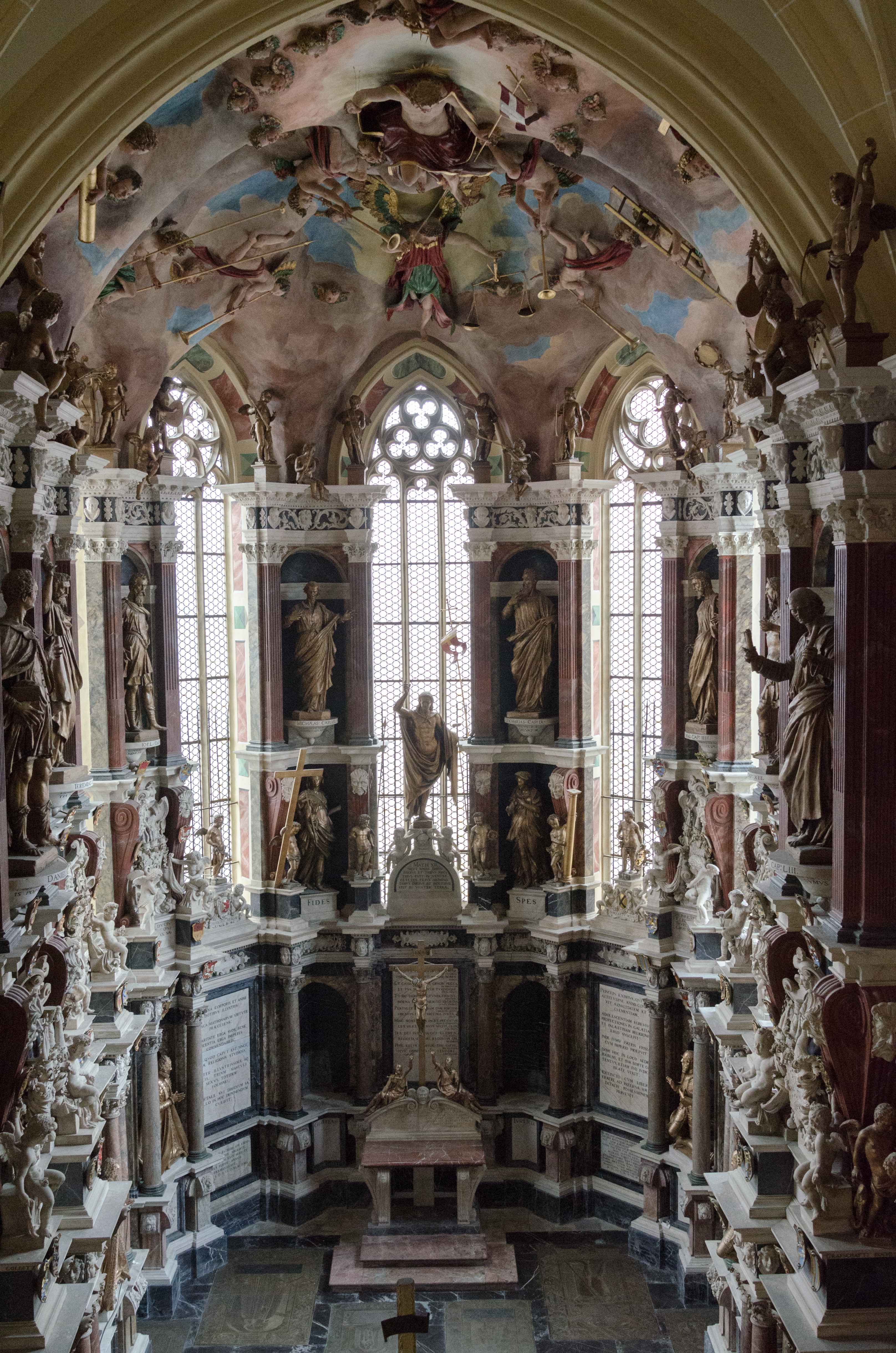
Ab 1585 von Nosseni entworfene Grablege der Wettiner im Freiberger Dom

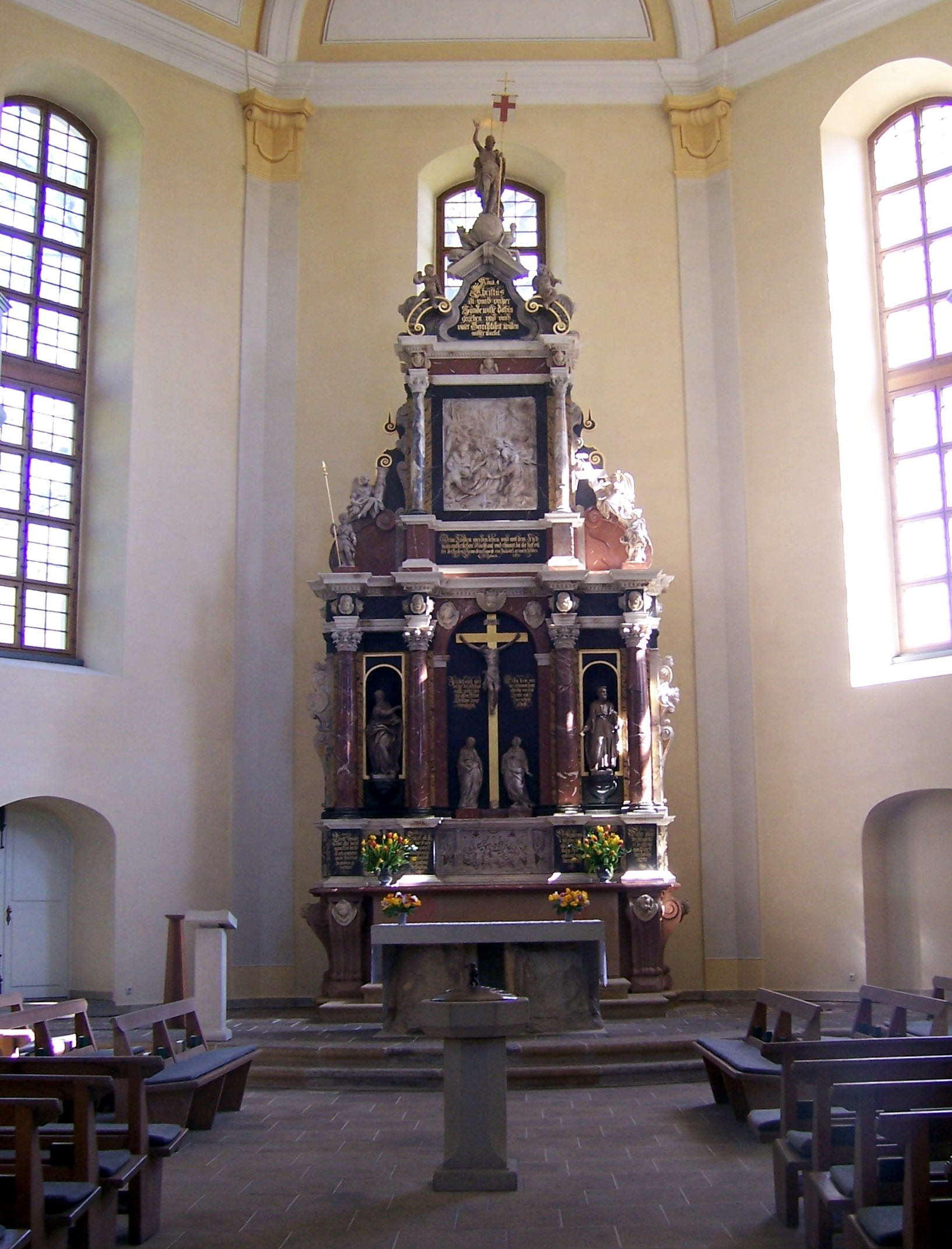
Der 1606/07 von Nosseni entworfene Altar der Dresdner Sophienkirche, seit 2002 Altar der Loschwitzer Kirche

Giovanni (Johann) Maria Nosseni (* 1. Mai 1544 in Lugano; † 20. September 1620 in Dresden) war ein Bildhauer aus der italienischsprachigen Schweiz (Tessin).

## Leben
Im Jahre 1575 ließ Nosseni sich in der kursächsischen Residenzstadt Dresden nieder. Auf ein Ersuchen von Kurfürst August von Sachsen an Freiherrn Hans Albrecht von Sprintzenstein, man habe Alabaster und „Marmor“ im Land entdeckt und er brauche einen „artlichen Meister, der diese Gesteine kunstfertig zu bearbeiten versteht“, sandte ihm dieser Nosseni mit einem Empfehlungsschreiben (Linz an der Donau, 16. Januar 1575): er sei ein „Meister und Künstler, dessen Profession nicht einer, sondern mancherlei trefflicher Art“ … nach Sachsen.
Giovanni (Johann) Maria Nosseni erschien Ende Januar 1575 mit einem Gesellen in Dresden. Der Kurfürst befahl dem Oberzeugmacher Paul Buchner, Nosseni Probestücke aus thüringischem Alabaster machen zu lassen, und bewilligte ihm ein Kostgeld.
Ende April ging Nosseni nach Weißensee und berichtete am 21. Mai, es seien große Blöcke marmorierten Alabasters zu gewinnen. Der Kurfürst befahl ihm, Blöcke für einen Kredenztisch nach Torgau zu schicken und nach rein weißem Alabaster für Bildwerke zu suchen. Nosseni wurde im Juli 1575 als Maler und Bildhauer angestellt. In Weißensee hatte er sich durch Predigthören und Bibellesen der lutherischen Religion angenähert und wechselte den Glauben. Im April 1576 unternahm er eine Reise nach Österreich. Am 1. Mai 1577 heiratete Nosseni Elisabeth Unruh, die Tochter des früheren Syndicus von Liegnitz. Er holte seinen Vater und seinen Bruder Pietro nach Torgau. Elisabeth starb am 13. Februar 1591, seine zweite Ehe schloss er am 3. Februar 1595 mit Christiane Hanisch, der Tochter des kurfürstlichen Landrentmeisters Mathias Hanisch. Auch sie starb vor ihm am 29. November 1606 und er verehelichte sich ein drittes Mal am 14. Februar 1609 mit der zwanzigjährigen Anna Maria von Rehnen (*03.02.1589), der Tochter des kurfürstlichen Münzmeisters Heinrich von Rehnen. Auf seinem Grabmal, dem Nosseni-Epitaph, von dem sich die erhaltenen Teile im Stadtmuseum Dresden befinden, sind Nosseni und seine drei Frauen dargestellt.
Im Jahr 1577 brach in Torgau die Pest aus und Nosseni ging nach Weißensee. Ein Jahr später war er wieder in Torgau. Im Jahr 1579 hatte er zwei steinerne Tische, besetzt mit Bechern, Schalen und Schüsseln, zwei Büsten römischer Kaiser und einen Stuhl mit geschliffenen Steinen verfertigt. Von 1580 bis 1613 lieferte er Alabaster- und Serpentinarbeiten für das Schloss Lichtenburg bei Prettin, den Witwensitz der sächsischen Fürstinnen.
Im Oktober 1580 wurde Nosseni plötzlich entlassen. Er bat, die fertigen Arbeiten aus seiner Werkstatt abzuholen, die unfertigen aber „da er ein Fremdling im Lande und von aller Welt sonst verlassen“ sei, behalten zu dürfen. Bei den anschließenden Verhandlungen kamen erste Ideen für die Freiberger Begräbniskapelle zur Sprache.
Im Jahr 1583 war Nosseni wieder im Dienst des Kurfürsten. Am 26. Mai 1585 erwarb er ein Haus in Dresden auf kurfürstliche Rechnung, „das Eckhaus zwischen Hofschmiede und Elbtore der Münze gegenüber“, an der Stelle des jetzigen Ständehauses. Er sollte es „ausbauen zu gemeiner Stadt Zier“, eine Werkstatt und Lager einrichten, erhielt jedoch keine Steuerbefreiung.
Am 5. Mai 1585 wurde ihm der Steinbruch bei Lengefeld im Erzgebirge auf 20 Jahre verschrieben, dessen Gestein er irrtümlicherweise als Kalzitmarmor ansah. In den Jahren 1586 und 1587 entdeckte er in alten Kalksteinbrüchen schwarzen „Marmor“ bei Kalkgrün, roten „Marmor“ bei Wildenfels sowie an den nördlichen Flanken des Fichtelbergs weißen Marmor bei Crottendorf.
Anfang Oktober 1585 gingen Buchner und Nosseni nach Freiberg, um Begräbnisse im Chor des Doms anzusehen, „wie da eine Fürstengruft möchte eingerichtet werden“.
1586 starb Kurfürst August und sein Nachfolger wurde Christian I. Wahrscheinlich ist hier überhaupt der Initiator des Projektes der Grablege in Freiberg zu suchen. Nosseni und Buchner bauten mehrere Modelle für eine Begräbniskapelle anstelle des Chores der Kirche. Anfang September 1588 ging Nosseni nach Italien, um „zu dem Monumentenbau zu Freiberg künstliche Bildhauer, Bildgießer und Steinmetze“ zu holen. Er besuchte auch seine Eltern in Lugano. Am 23. Oktober traf er in Florenz ein, wo er Carlo de Cesare anwarb, der später die Bronzestatuen in Freiberg goss. Auf dem Rückweg über Modena erwarb er 180 bemalte und vergoldete Schilde (Rondellen) für das Stallgebäude und in Venedig 600 Kristallgläser aus Murano für den Dresdner Hof. Am 31. Dezember traf er in Dresden ein. Nach dem Tod Christians I. am 25. September 1591 beschränkte der Administrator Friedrich Wilhelm I. (Sachsen-Weimar) die Arbeiten am Grabmal und entließ Arbeiter.
Ab 1590 wurde zusätzlich nach Nossenis Plänen das Belvedere auf der Brühlschen Terrasse in Dresden errichtet, von dem aber bis zum Tode Christians I. nur das untere Geschoss errichtet wurde und auch hier die Arbeiten eingestellt wurden. Bis zu seiner Zerstörung 1747 gehörte das Belvedere zu den Sehenswürdigkeiten Dresdens. Durch diesen Verlust fehlt heute eine genaue Vorstellung von diesem Hauptwerk Nossenis.
Im Jahr 1590 erhielt Nosseni ein Privileg auf 20 Jahre zum Abbau und zur Verwendung von Marmor, Alabaster, Serpentin, Jaspis, „Kristall“ und Amethyst, das ihm 1609 auf Lebenszeit ausgedehnt wurde. In Dresden lebte Nosseni unter anderem im späteren Fürstenbergschen Haus in der Augustusstraße, welches seine Ehefrau Anna Maria 1621 an den Kurfürsten Johann Georg I verkaufte. 
Im Jahr 1607 begann Graf Ernst von Holstein-Schaumburg mit den Planungen für sein Mausoleum in Stadthagen und beauftragte Nosseni mit dem Entwurf. Die Ausführung des Baus begann jedoch erst in Nossenis Todesjahr und wurde von seinem Schüler Anton Boten durchgeführt.
Nosseni starb 1620 in Dresden.

## Galerie

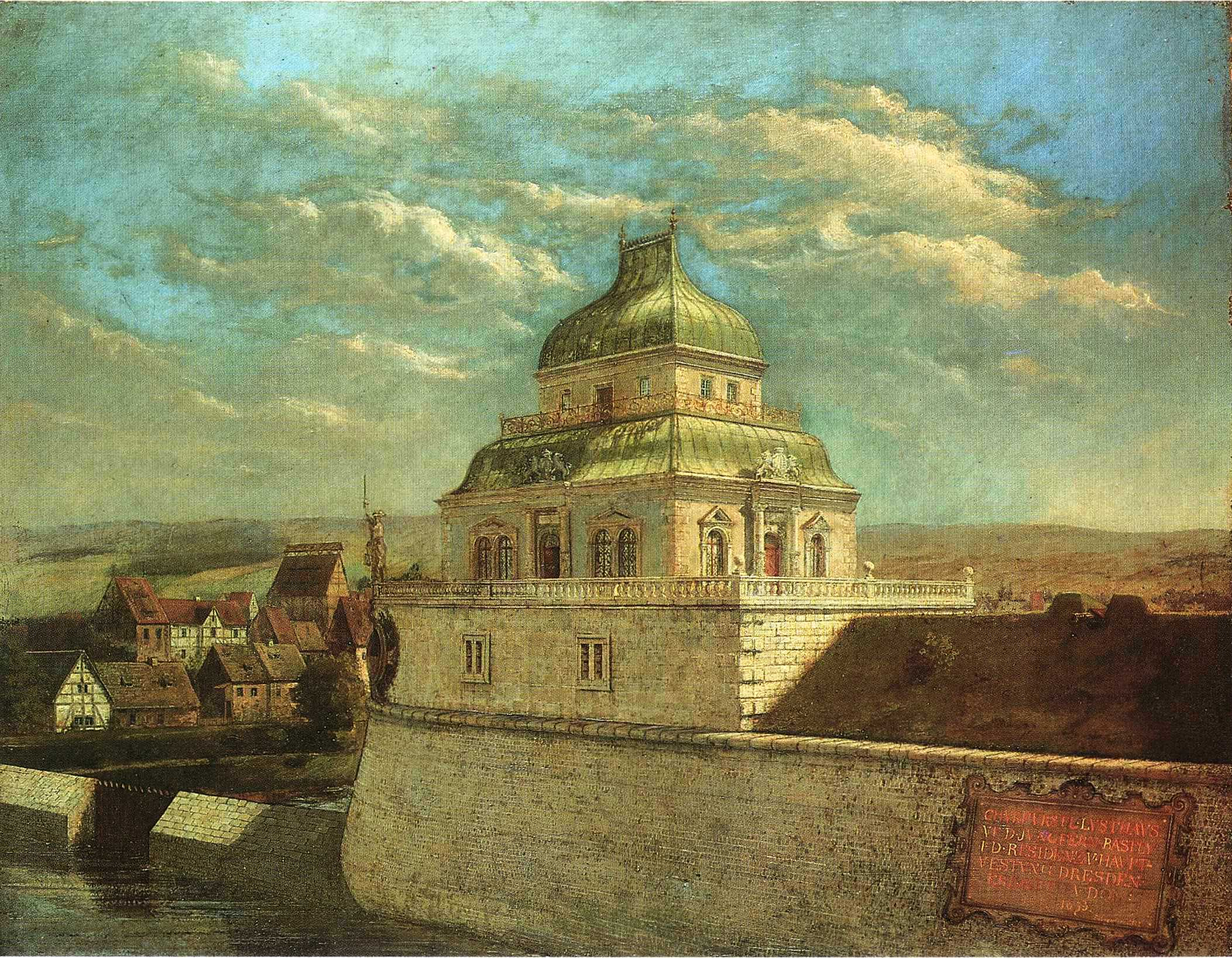
Das ab 1590 von Nosseni errichtete Belvedere in einer modernen Rekonstruktion
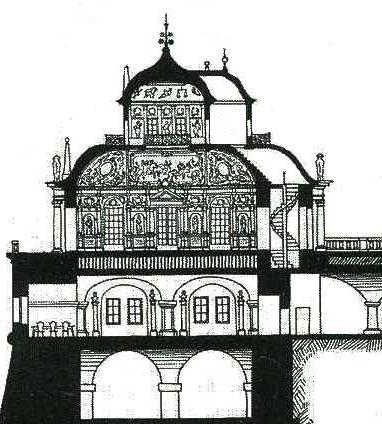
Schnitt durch das ab 1590 von Nosseni errichtete Belvedere in einer modernen Rekonstruktion
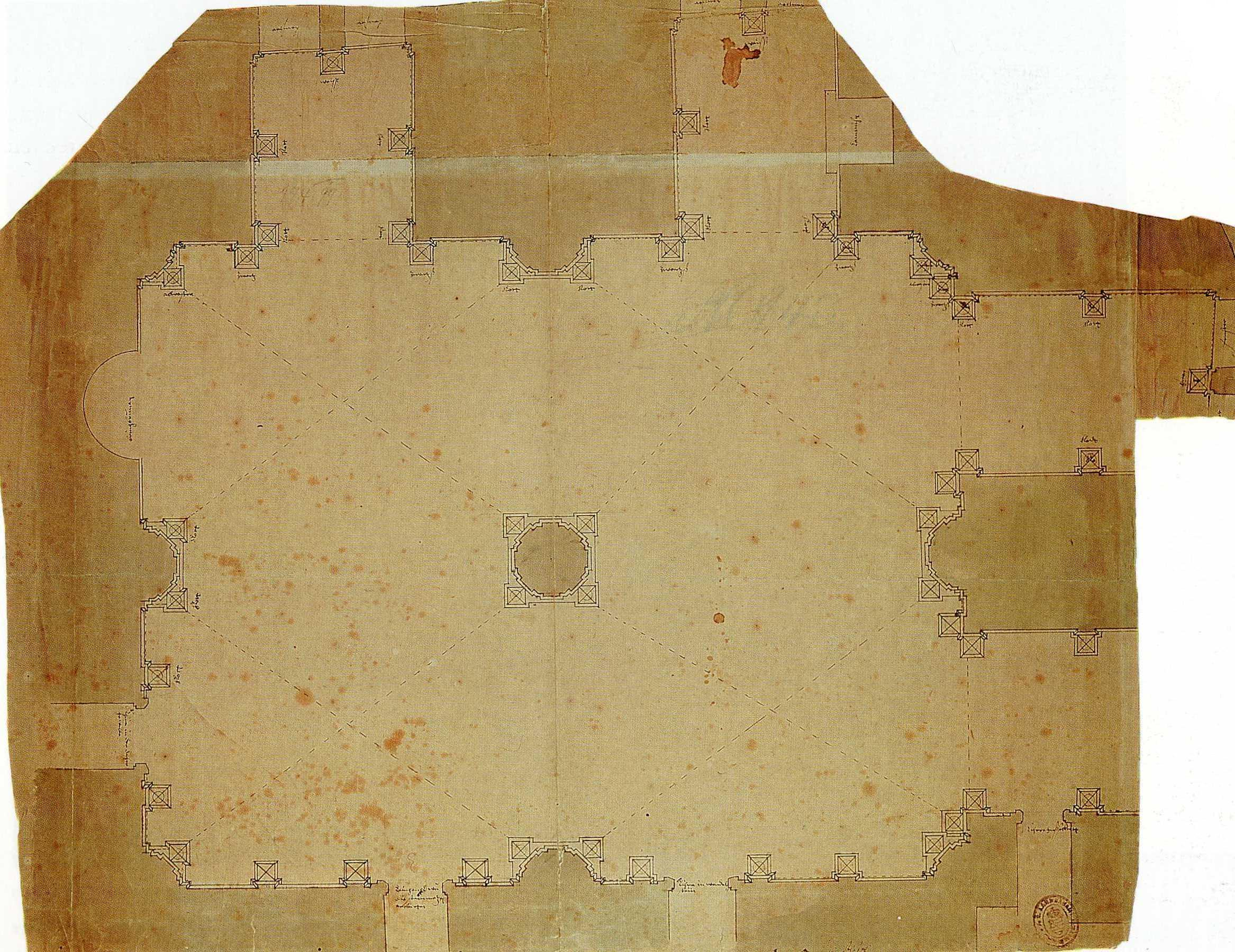
Zeitgenössischer Grundriss des unteren Saales im Belvedere
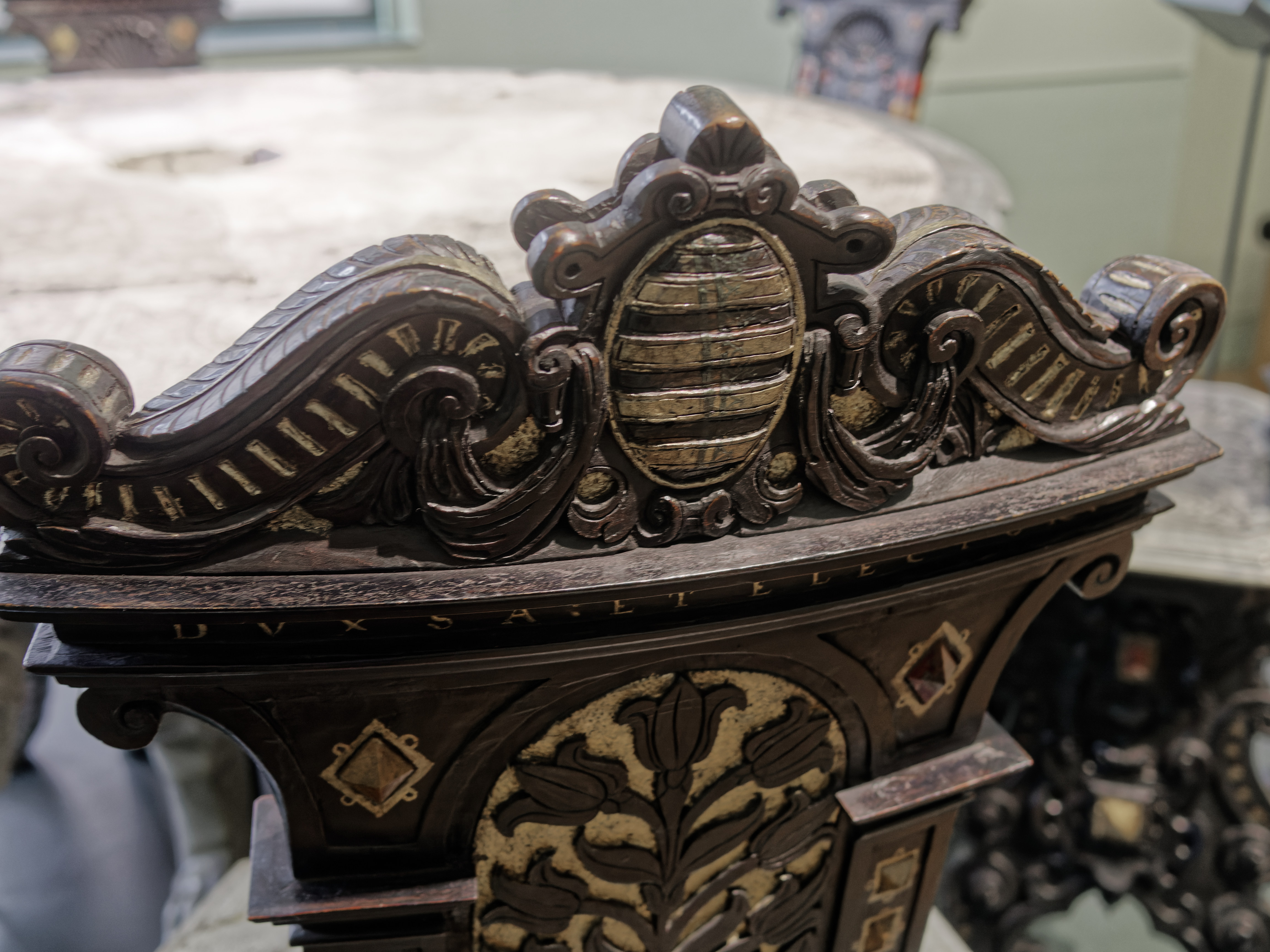
Ein Stuhl als Steinmöbel von Giovanni Maria Nosseni (SKD)
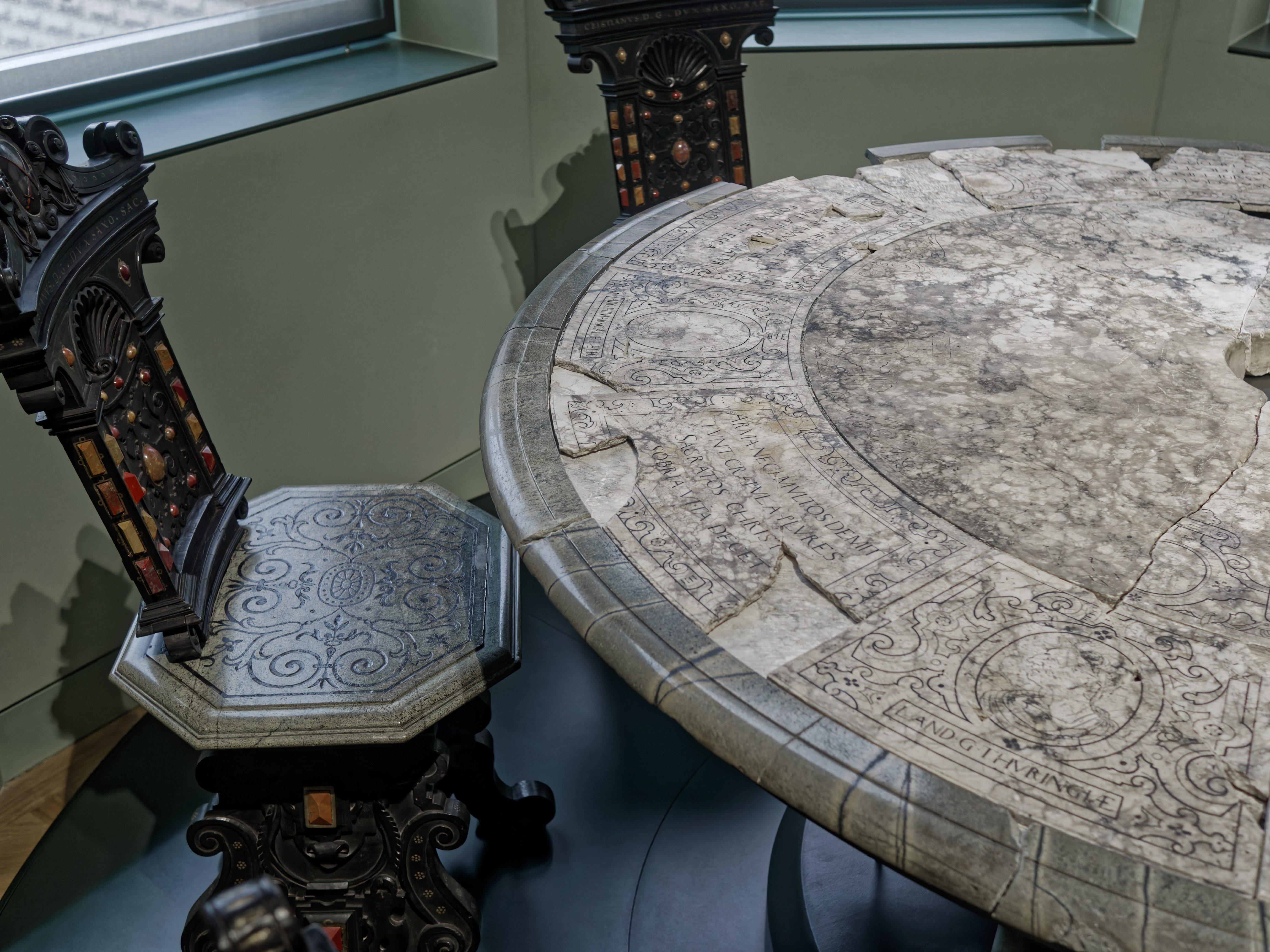
Tisch mit gravierter Platte als Steinmöbel von Giovanni Maria Nosseni (SKD)